# Circuit urbà de Miami
El Circuit urbà de Miami, conegut amb a Miami International Autodrome, és un circuit urbà de carreres que és localitzat a la ciutat de Miami, a l'estat americà de Flórida. El circuit albergarà diverses carreres de competicions de automobilisme, incloent principalment la Fórmula 1, on tindrà la seu el Gran Premi de Miami en 2022.

## Història
La pista es va proposar inicialment l'octubre de 2019, amb un disseny inicial al llocal, que conté 75 dissenys de circuits considerats i 36 simulats. El proprietari de l'Hard Rock Stadium, Stephen Ross, havia estat intentant atraure la Fórmula 1 a aquest lloc durant diversos anys abans que es publiqués l'esborrany inicial. L'organització del circuit i del estadi tenia un acord inicial per a què el Gran Premi comença a ser realitzat el 2021, més degut a escolla de la Fórmula 1 per que Gidda realitzasse el gran premi aquest any, la cursa en Miami fou ajornat a l'any següent. Els comissaris de Miami Gardens inicialment es van oposar a la creació de la pista, més aquesta decisió fou revertida en 14 d'abril del 2021. El 2 de setembre del 2021, fou confirmat el nom oficial del circuit: Autòdrom Internacional de Miami (anglés:Miami International Autodrome).

## Circuit
El circuit urbá s'localitza dins del recinte privat de l'Hard Rock Stadium, farà ús de vies noves i existents dins del circuit, aquest circuit serà provisional, no utilitzant les vies públiques que passen pels voltants de l'estadi. Després del cap de setmana de la realització del Gran Premi, el circuit es desmuntarà i les instal·lacions de l'Hard Rock Stadium tornaran a la normalitat.
El circuit tindrà 19 corbes, amb una velocitat mitjana de 223 km/h, la pista del circuit és plana, amb alguns desnivells en el terreny i es permet l'ús del DRS en cotxes entre les corbes 10 i 11 també entre els girs 16 i 17.

## Resum en la Fórmula 1

### Guanyadors
| Any  | Pilot          | Equip         | Resultats |
| ---- | -------------- | ------------- | --------- |
| 2022 | Max Verstappen | Red Bull-RBPT | Resultats |